# Lapis Károly
Lapis Károly (Túrkeve, 1926. április 14. – Budapest, 2025. május 28.) Széchenyi-díjas magyar orvos, patológus, onkológus, professor emeritus, a Magyar Tudományos Akadémia rendes tagja.

## Életútja
Középiskolai tanulmányait a Mezőtúri Református Gimnáziumban kezdte 1936-ban, 1944-ben érettségizett. A kolozsvári Tudományegyetem orvosi karára 1945-ben nyert felvételt, de csak 1947-ig tanult ott. 1947-1950 között már a Budapesti Orvostudományi Egyetemen tanult, s itt is szerzett diplomát.
1951–1951-ben a fővárosi egyetem I. számú Kórbonctani Intézetében, 1951 és 1954 között a Debreceni Orvostudományi Egyetem Kórbonctani Intézetében dolgozott. 1954-től 1958-ig ismét a fővárosban dolgozott mint az Országos Onkológiai Intézet Onkopatológiai Kutatóintézetének tudományos munkatársa. 1959–1959-ben rövid ideig az orvostudományi egyetem II. számú Női Klinikáján dolgozott, 1959-től 1963-ig ismét az Onkopatológiai Intézet alkalmazásában állt. 1963–1968 között a kórbonctan tanszékvezető egyetemi tanáraként tevékenykedett az Orvostovábbképző Intézetben. 
1968-tól huszonöt éven keresztül, 1993-ig volt intézetigazgató egyetemi tanár a Semmelweis Orvostudományi Egyetem I. számú Patológiai és Kísérleti Rákkutató Intézetben. 1972-ben az amerikai Duke Egyetem vendégprofesszora volt, 1984–1985-ben pedig a bethesdai National Cancer Institute ösztöndíjas munkatársa volt. 1985 és 1991 között tudományos rektorhelyettesi posztot töltött be a Semmelweis Orvostudományi Egyetemen. 1996-ban emeritálták, 1997-től pedig az Országos Bőr- és Nemibeteg-gondozó Intézet szaktanácsadója volt.

## Munkássága
Szakterületei a rosszindulatú daganatok áttétképződésének, a különféle rákos megbetegedések összehasonlító vizsgálata. Beható vizsgálatokat végzett az emberi májrákképződés (hepatokarcinogenezis) kapcsán. Hisztokémiai vizsgálatai eredményeként hozzájárult a daganat-kemoterápiás módok bővítéséhez, nevéhez fűződik a Degranol, Dibromdulcitol és Lycurium vegyületek hatásmechanizmusának tisztázása.

## Főbb művei
- Kopper László–Lapis Károly: A daganatok áttétképzése; Medicina, Bp., 1985 (Aesculap)
- Lapis Károly–Beregi Edit: A vesebetegségek klinikopatológiája; Akadémiai, Bp., 1988
- Pathologia. Egyetemi tankönyv, 1-3.; közrem. Kopper László, Lapis Péter, Szende Béla; Medicina, Bp., 1989
- A rákról őszintén férfiaknak és nőknek; Medicina, Bp., 2001
- A központi idegrendszer daganatai; s.n., Szeged, 2005
- Tulassay Zsolt–Lapis Károly–Zalatnai Attila: A hasnyálmirigy daganatai; Medicina, Bp., 2014

## Társasági tagságai és elismerései
1957-ben védte meg az orvostudományok kandidátusi, 1968-ban akadémiai doktori értekezését. 1970-ben a Magyar Tudományos Akadémia levelező, 1979-ben rendes tagjává választották. 1995-ben az Akadémiai Kutatóhelyek Tanácsának tagja lett. 1974 és 1984 között a Magyar Onkológus Társaság elnöki tisztét töltötte be, 1987-től az Országos Orvostudományi Akadémia tagja volt. Számtalan külföldi és magyar bizottság, társaság tiszteletbeli tagja vagy volt elnöke, többek között 1979–1985-ben az Európai Rákkutató Társaság alelnöke volt.
- Akadémiai Díj (1964)
- Nívódíj (1966, 1984, 1987, 1990, Akadémiai Kiadó)
- Markusovszky-díj (1968, 1991, Orvosi Hetilap)
- Munkaérdemrend arany fokozata (1978)
- Krompacher-emlékérem (1985, Magyar Onkológus Társaság)
- Semmelweis-emlékérem (1987)
- Baló József-emlékérem (1987, Magyar Pathológus Társaság)
- Hetényi Géza-emlékérem (1990, Magyar Gasztro-Enterologus Társaság)
- Genersich-díj (1994)
- Széchenyi-díj (1996) – A májbetegségek finomszerkezetére, a májrák pathogenesisére vonatkozó kutatásaiért, több hazai előállítású vegyület daganatnövekedést és áttétképződést gátló hatásának felismeréséért, hatásmódjának tisztázásáért és gyógyszerré válásáért, a magyar onkológia nemzetközi tekintélyének megalapozásában végzett kiemelkedő munkásságáért.
- George Weber Alapítvány Díja (1997)
- a Magyar Köztársasági Érdemrend középkeresztje (2011)